# Дети ГДР из Намибии
«Дети ГДР из Намибии» (нем. DDR-Kinder von Namibia), или «Осси из Намибии» (нем. Die Ossis aus Namibia) — условное название группы из 430 намибийских детей, которые в ходе борьбы СВАПО за независимость от ЮАР были отправлены в ГДР. Там они получили школьное образование, а вскоре после обретения Намибией независимости вернулись на родину.

## Предыстория
В 1960—1970-х годах среди чёрного населения Намибии, в особенности народности овамбо, росло движение сопротивления южно-африканской оккупации. В ходе освободительной борьбы СВАПО оказывало помощь ищущим прибежища намибийцам и при участии стран социалистического лагеря (в наиболее значительной мере ГДР и Кубы) организовывало лагеря для беженцев, которые вскоре по своему размеру и структуре стали напоминать целые деревни и малые города. Принимавшими странами выступали Танзания, Ботсвана, Замбия и Ангола.
СССР оказывало СВАПО крупную военно-техническую помощь; в войне участвовало 350 тысяч кубинских солдат.
Работники из социалистических стран, прежде всего ГДР и Кубы, занимались строительством медицинских и учебных центров.
Между 1960 и 1980 годом сотни намибийцев приехали в ГДР за профессиональным образованием.
В 1978 году в ГДР проходило лечение выживших в бомбардировках, проводившихся южно-африканской авиацией в Кассинге. Сэм Нуйома обратился к ГДР и другим социалистическим странам с просьбой принять детей из лагерей СВАПО для беженцев, чтобы защитить их от новых подобных бо́ен, пока Намибия не станет сама в состоянии обеспечить их безопасность.

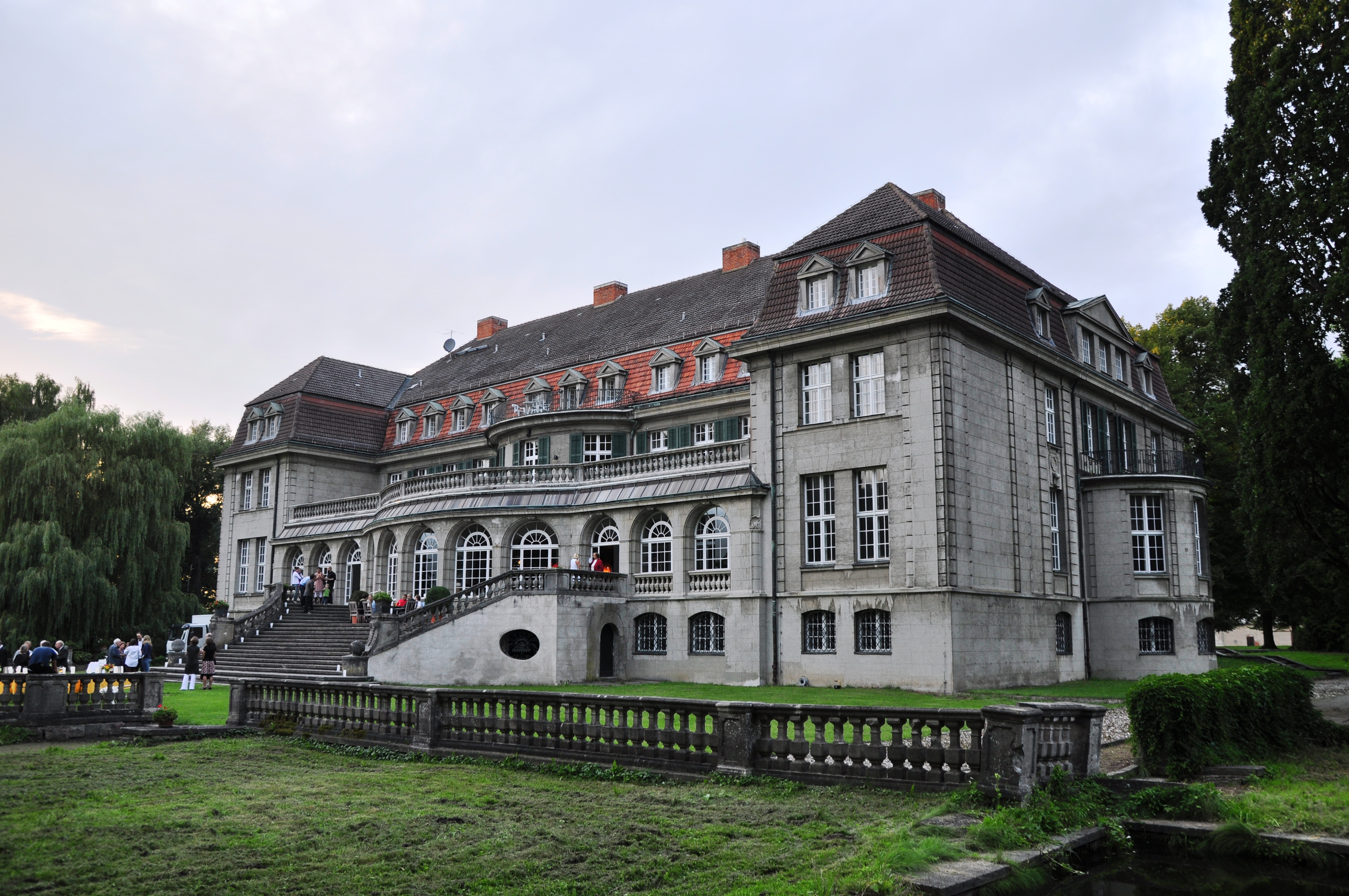
Замок Беллин

12 сентября 1979 года просьбу Нуйомы удовлетворил ЦК СЕПГ и планирование проекта началось. В качестве места размещения для детей был избран замок в деревне Беллин в десяти километрах к югу от города Гюстров.

## Прибытие и годы в ГДР
18 декабря 1979 года восемьдесят детей из Намибии прибыло в заснеженный Беллин: старшим было между шестью и семью годами, младшим от трёх до четырёх лет. Впоследствии дети делились воспоминаниями о том, как, приняв снег за сахарную вату, стали лепить его на палки и облизывать. С целью подготовки детей к посещению школы было сразу начато обучение немецкому языку. Между 1979 и 1988 годом в общей сложности в ГДР прибыло 430 детей из Намибии. С 1985 года старшие классы были переведены в Школу дружбы в Штасфурте, где намибийской молодёжи было предоставлено жилье. Некоторое количество намибийских детей пошло в школу в расположенном поблизости Лёдербурге.
Первая группа прибывших провела в ГДР одиннадцать лет. Все они пошли в школу, большинство знало немецкий как родной и росло по существу немцами. Воспитатели в меру возможности пытались сохранять контакт детей с культурой Намибии: им преподавались традиционные танцы, песни на ошивамбо, а также традиционная кухня Намибии. Значительная роль придавалась воспитанию в духе социализма: дети подготавливались к роли будущей элиты для Намибии после обретения ею независимости. Детям также преподавалось военное дело.

## Возвращение
В 1989 году Берлинская стена пала, геополитическая ситуация существенно изменилась, а Намибия обрела независимость, но избрала капиталистический путь развития. События в ходе дальнейших девяти месяцев привели к тому, что воспитанники были вынуждены покинуть ГДР: мнения о причинах расходятся. Сами воспитанники преимущественно обвиняют СВАПО: организованная в те времена родительская комиссия стала требовать возвращения их детей; в Намибии стали распространяться слухи об их «похищении». Воспитатели также видели нежелание функционеров продолжать финансирование недешёвого проекта. Георг Куандт — почётный консул Намибии указывает в свете вскоре ожидавшегося объединения Германии, что правительство Коля не знало, что ему делать с воспитанными в духе коммунизма детьми, да ещё и не немецкого происхождения.
В результате между 26 и 31 августа 1990 года состоялось возвращение воспитанников: прилетев домой, они приземлились в чужой и незнакомой стране. Обыкновенно представляя родную Намибию тропической страной, «Дети ГДР» обнаружили себя в сухой пустыне.
По прибытии в Намибию дети были встречены торжественной делегацией, отвезены в Катотуру и временно размещены там в публичных учреждениях: их паспорта забрали. Была объявлена награда в 50 намибийских долларов для родственников, забирающих ребёнка. Проверка идентичности принимающих производилась не всегда — до сегодняшнего дня не известно о том, куда забрали некоторых из детей. Многие дети впоследствии убежали из родных семей. Часть детей была принята в Намибии немецкими семьями. Немецкие семьи из Намибии также помогали с устройством детей в немецкоязычные частные школы.

## После возвращения
В ходе возвращения к юным намибийцам быстро привязалось обозначение «Ex-DDR-Kinder». А ввиду того как дети зачастую сами обозначали себя как «осси», также и «намибийские осси».  До 2007 года просуществовал Клуб осси Виндхука, в котором они регулярно встречались. До сегодняшнего дня бывших воспитанников называют «Детьми ГДР». Часть «Детей ГДР» смогла сделать хорошую карьеру в Намибии; другие пострадали от своей «разорванной» биографии.
В конце 2000-х годов в намибийской прессе стали появляться данные о мошеннической активности некоторых бывших «Детей ГДР».

## В кинематографе
О судьбе «Детей ГДР из Намибии» был снят целый ряд телевизионных фильмов документального характера:
- Забытые дети Хонеккера — Honeckers vergessene Kinder, Dokumentarfilm von Jule und Udo Kilimann, 2010, премьера: RBB, 27 марта 2010
- Намибия — что же здесь значит «немец»? — Namibia — Was heißt denn hier deutsch?, Dokumentarfilm von Wolf von Lojewski, ZDF 2008
- Осси Намибии — Die Ossis von Namibia, Dokumentarfilm von K.-D. Gralow, R. Pitann und H. Thull., 2004—2007, Производство: Pitann Film+Grafik, премьера: NDR 2007
- Когда нас разделяют две горы — Wenn uns zwei Berge trennen, 2007, 48 min, R + B: Martin Reinbold, Marion Nagel (Сайт фильма Архивная копия от 4 марта 2016 на Wayback Machine) (Онлайн-просмотр Архивная копия от 6 марта 2016 на Wayback Machine)
- Омулауле значит чёрный — Omulaule heißt schwarz, an der Bauhaus-Universität Weimar (Fakultät Medien) entstandener Dokumentarfilm. Der Film wurde mit dem Preis der Landeszentrale für politische Bildung Thüringen, 2003 ausgezeichnet. (Сайт фильма Архивная копия от 6 марта 2016 на Wayback Machine)
- Осси Виндхука — Die Ossis von Windhoek, 1997 Dokumentation, 52 min. ARTE & MDR
- Документальная трилогия Лилли Гроте и Юлии Кунерт:
  - Inside — Outside, 1990
  - Staßfurt — Windhoek, 1991: Документальная хроника из 1990 года перед отъездом из Штасфурта с интервью, раскрывающими чувства детей; (50 мин.): docufilms.com
  - Oshilongo Shange — Mein Land, 1992